# El Señor de los Anillos: la batalla por la Tierra Media II: el resurgir del Rey Brujo
El Señor de los Anillos: la batalla por la Tierra Media II: el resurgir del Rey Brujo es la expansión de la Batalla por la Tierra Media II. El Resurgir del Rey Brujo es un juego de estrategia en tiempo real publicado por Electronic Arts, basado en los libros de fantasía escritos por J.R.R. Tolkien. Se anunció por primera vez durante el Comic-Con de San Diego de 2006. Fue publicado en 2006 para Windows y fue puesto a la venta el 28 de noviembre de 2006 en Estados Unidos, y el 30 de noviembre siguiente en el resto del mundo.
Según el libro Guinness de los récords, el juego tiene el título más largo de la historia de los videojuegos.

## Cambios en el juego
El juego presenta una nueva facción, Angmar, con lo que el número total de facciones jugables asciende a siete. Comprende una nueva campaña sobre Angmar, que consta de ocho misiones dedicadas al auge de Angmar y la caída del reino de Arnor.
Se han añadido edificios y unidades a las seis facciones existentes anteriormente. Una de las unidades añadidas a cada facción tiene la consideración de semihéroe:
- enanos: los «zelotes» (unidad semihéroe) y el príncipe Brand, capitán de Valle (héroe);
- elfos: los guerreros noldor (unidad semihéroe) y arqueros de Lindon a caballo;
- hombres: los caballeros de Dol Amroth (unidad semihéroe) y piqueros de Rohan;
- trasgos: «dracos de fuego» (unidad semihéroe), espadachines semitroll y Azog el Trasgo (héroe);
- Isengard: «portadores de la muerte» (unidad semihéroe) Jauría de wargos y lanza hachas de Dunland;
- Mordor: los seis Nazgûl a caballo (unidad semihéroe), orcos negros, lanceros haradrim y Gothmog (héroe) además han puesto a los jinetes de las bestias aladas, los nazgul su nombre, Morgomir y Khamul la sombra del este.

Además, se han modificado la mayoría de las unidades enanas y élficas reduciendo su número de soldados por unidad.
El modo Guerra del Anillo ha sido mejorado, añadiendo el modo histórico y la caída de Arnor, y también el modo de crear héroes, con dos nuevas razas, trolls de las colinas y trolls de las nieves y nuevos skin y poderes. Además se facilita un mecanismo de contabilidad del valor monetario del personaje por los poderes y mejoras que se le pongan.

## Angmar
Angmar consta de los siguientes edificios:
- Serrería: edificio para conseguir recursos.
- Torreón: torre defensiva que lanza flechas a los enemigos.
- Centro amurallado: permite la construcción de murallas con sus correspondientes mejoras.
- Salón de los hombres del rey: entrena amos de esclavos, númenoreanos negros y exploradores oscuros, además, realiza la mejora del portaestandarte.
- Guarida de trolls y lobos: entrena jaurías de lobos atroces, trolls de las colinas, trolls de las nieves y tiene la mejora de collares de pinchos.
- Templo crepuscular: entrena hechiceros y tiene cuatro mejoras para estos.
- Forja de hierro oscuro: crea lanzadores de piedras troll y tiene las mejoras de espadas de hierro oscuro, flechas de hielo, cotas de hierro oscuro y proyectiles de hielo.
- Fortaleza: en él se puede entrenar a los siguientes héroes: Karsh, el espectro susurrador de Angmar; Hwaldar, el traidor de Rhudaur; Morgomir, el teniente de Carn Dûm; Rogash el poderoso troll del norte y el Rey Brujo de Angmar, protagonista de este pack de expansión, además de tener muchas mejoras.

- Datos: Q1754787